# Olivia Luccardi
Olivia Luccardi (Brooklyn, 17 de mayo de 1989) es una actriz y productora estadounidense, reconocida por sus papeles de Yara en la película de terror psicológico It Follows, Chloe en la comedia romántica The Rewrite, y Arlene en la película de suspense Money Monster.

## Filmografía

### Cine
| Año  | Título                 | Rol        | Notas |
| ---- | ---------------------- | ---------- | ----- |
| 2009 | Bleeding               | 6 Girls    | Corto |
| 2011 | Sailor Moon the Movie  | Luna       | Voz   |
| 2014 | It Follows             | Yara Davis |       |
| 2014 | The Rewrite            | Chloe      |       |
| 2014 | Like Sunday, Like Rain | Shelly     |       |
| 2016 | Lady Like              | Luce       |       |
| 2016 | Money Monster          | Arlene     |       |
| 2017 | Viena and the Fantomes | Rebecca    |       |
| 2017 | Person to Person       | Melanie    |       |
| 2017 | Feral                  | Jules      |       |
| 2017 | Ironwood               | Mika       |       |
| 2017 | One Percent More Humid | Mae        |       |
| 2018 | Shotgun                | Janelle    |       |

### Televisión
| Año           | Título                             | Rol                    | Notas                                     |
| ------------- | ---------------------------------- | ---------------------- | ----------------------------------------- |
| 2013          | Girls                              | Chica de Staten Island | Episodio: "Boys"                          |
| 2013          | Secret Lives of Husbands and Wives | India                  | Telefilme                                 |
| 2014–presente | Orange Is the New Black            | Jennifer Digori        | 17 episodios                              |
| 2015          | House of Cards                     | Escort                 | Episodio: "Chapter 27"                    |
| 2015          | The Jim Gaffigan Show              | Deni                   | Episodio: "Go Shorty, It's Your Birthday" |
| 2017          | The Deuce                          | Melissa                | 7 episodios                               |
| 2017          | Paint                              | Kelsey                 | Telefilme                                 |
| 2018          | Channel Zero                       | Alice Woods            | 6 episodios                               |